# Lista monumentelor istorice din județul Brașov - D

Simbol pentru monumentele istorice

Lista monumentelor istorice din județul Brașov - D cuprinde monumentele istorice înscrise în Patrimoniul cultural național al României și aflate în localități ce încep cu litera D din județul Brașov.
Lista completă este menținută și actualizată periodic de către Ministerul Culturii, Cultelor și Patrimoniului Național din România, prin intermediul Institutului Național al Patrimoniului, ultima versiune datând din 2015. Această listă cuprinde și actualizările ulterioare, realizate prin ordin al ministrului culturii.
| Cod LMI                               | Denumire                                                  | Localitate                        | Localizare | Datare, Creatori                    | Imagine               | Erori             |
| ------------------------------------- | --------------------------------------------------------- | --------------------------------- | --- | ----------------------------------- | --------------------- | ----------------- |
| BV-I-s-A-11276 (RAN: 41505.01)        | Castellum roman                                           | sat Drumul Carului; comuna Moeciu | „La Cetate” („Grădiște”), în dreptul km 39+600 pe DN Brașov - Câmpulung, pe valea Cetății 45.46667°N 25.30139°E | sec. II - III p. Chr., Epoca romană | Încarcă foto \| video | Raportează eroare |
| BV-II-a-B-11666 (RAN: 41300.04)       | Ansamblul bisericii evanghelice fortificate               | sat Dacia; comuna Jibert          | 332 46.00916°N 25.15083°E                                                                                       | sec. XIII-XIX                       | Alte imagini          | Raportează eroare |
| BV-II-m-B-11666.01 (RAN: 41300.04.02) | Biserica evanghelică fortificată                          | sat Dacia; comuna Jibert          | 332 | sec. XIII-XIX                       |                       | Raportează eroare |
| BV-II-m-B-11666.02 (RAN: 41300.04.01) | Incintă fortificată, cu bastion și trei turnuri           | sat Dacia; comuna Jibert          | 332 | sec. XVI - XVII                     |                       | Raportează eroare |
| BV-II-m-B-11667 (RAN: 42227.01)       | Post de grăniceri                                         | sat Dălghiu; comuna Vama Buzăului | 555 | sec. XVIII                          | Încarcă foto \| video | Raportează eroare |
| BV-II-m-B-11669 (RAN: 40795.07)       | Biserica ortodoxă veche (din cimitir)                     | sat Drăușeni; comuna Cața         | | 1795 - 1798                         | Încarcă foto \| video | Raportează eroare |
| BV-II-m-B-11670                       | Fântână cu lanț                                           | sat Drăușeni; comuna Cața         | În dreptul casei nr. 16                                                                                         | sec. XIX                            | Încarcă foto \| video | Raportează eroare |
| BV-II-m-B-11671 (RAN: 40795.05)       | Casă                                                      | sat Drăușeni; comuna Cața         | 54 | sec. XVII                           | Încarcă foto \| video | Raportează eroare |
| BV-II-a-A-11672 (RAN: 40795.08)       | Ansamblul bisericii evanghelice fortificate               | sat Drăușeni; comuna Cața         | Str. Principală 142 46.14°N 25.30888°E                                                                          | sec. XIII-XVII                      | Alte imagini          | Raportează eroare |
| BV-II-m-A-11672.01 (RAN: 40795.08.05) | Biserica evanghelică fortificată                          | sat Drăușeni; comuna Cața         | Str. Principală 142                                                                                             | sec. XIII - XVI                     |                       | Raportează eroare |
| BV-II-m-A-11672.02 (RAN: 40795.08.06) | Incintă fortificată, cu cinci turnuri și acces fortificat | sat Drăușeni; comuna Cața         | Str. Principală 142                                                                                             | sec. XV - XVII                      |                       | Raportează eroare |
| BV-II-m-B-11673 (RAN: 40937.02)       | Moara veche                                               | sat Dumbrăvița; comuna Dumbrăvița | Str. Gării 959 45.76871°N 25.43454°E                                                                            | 1887                                |                       | Raportează eroare |
| BV-IV-m-B-11917                       | Casa Șt. O. Iosif                                         | sat Drăușeni; comuna Cața         | 241 | sec. XIX                            | Încarcă foto \| video | Raportează eroare |
| BV-IV-m-B-11918 (RAN: 40937.03)       | Cruce de piatră                                           | sat Dumbrăvița; comuna Dumbrăvița | În fața dispensarului veterinar                                                                                 | sec. XVIII - XIX                    |                       | Raportează eroare |